# Deposizione chimica da vapore

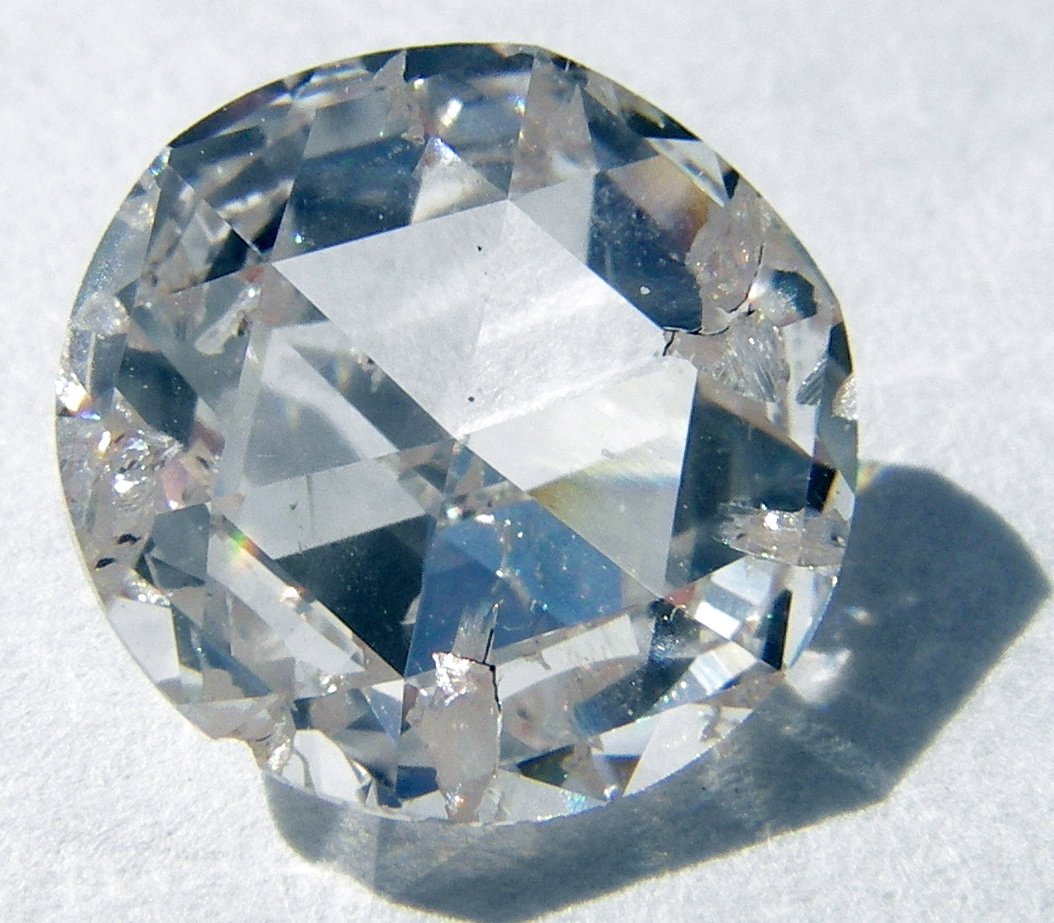
Un diamante artificiale prodotto tramite deposizione chimica da vapore

La deposizione chimica da vapore (in inglese Chemical Vapor Deposition o CVD) è una tecnica di sintesi che permette di ottenere su supporto solido un deposito a partire da un precursore molecolare, introdotto in forma gassosa e che si decompone sulla superficie del substrato. Il trasporto del precursore avviene mediante l'uso di un gas di trasporto come ossigeno, argon, idrogeno o azoto, grazie al quale vengono poi allontanati dal sistema anche i prodotti di decomposizione gassosi. 

## Caratteristiche
Le caratteristiche principali del precursore consistono in un'alta tensione di vapore ed una buona stabilità termica, tale da evitare la decomposizione durante la fase di trasporto. In aggiunta esso deve essere anche facilmente reperibile ed economico, nonché non presentare particolari problemi ambientali. La scelta del precursore viene effettuata, naturalmente, in previsione del materiale finale che si vuole ottenere, e rappresenta a tutt'oggi uno dei campi di ricerca più rilevanti. 

### Vantaggi
I principali vantaggi che si hanno nell'uso del processo del CVD si distinguono nell'alta velocità di deposizione, nell'omogeneità e nella purezza dello strato distribuito sul supporto. Lavorando in condizioni lontane dall'equilibrio termodinamico, esso inoltre permette di ottenere dei depositi con caratteristiche difficilmente ottenibili per altre vie sintetiche. La scalabilità industriale del processo è già realtà visto la presenza di reattori industriali già attivi nel campo dell'elettronica e optoelettronica. 

### Svantaggi
Gli svantaggi di questa tecnica sono nell'utilizzo di complessi apparati strumentali, controllo del processo e dallo sviluppo di opportuni precursori molecolari con le caratteristiche già descritte. 
I tipi più comuni di reazioni coinvolte nella tecnica del CVD sono:
- Pirolisi-decomposizione termica: silicio dal silano a 650 °C

{\displaystyle {\ce {SiH4(g) -> Si(s) + 2H2 (g)}}}
- Riduzione (spesso in H2): wolframio da alogenuri a 300 °C

{\displaystyle {\ce {WF6 (g) + 3H2(g) <=> W(s) + 6HF(g)}}}
- Ossidazione (spesso in O2): SiO2 da silano ed O2 a 450 °C

{\displaystyle {\ce {SiH4(g) + O2(g) -> SiO2(s) + 2H2(g)}}}
- Formazione di un composto: film resistenti all'usura a 1100 °C (nitruro di boro)

{\displaystyle {\ce {BF3(g) + NH3(g) -> BN(s) + 3HF(g)}}}
Tale tecnica si è rivelata rivoluzionaria per soddisfare le richieste di diamanti, in quanto è un metodo di sintesi del prezioso cristallo.
In questa tecnica, una miscela di idrogeno e un gas contenente carbonio, come il metano (CH4) viene decomposta riscaldandola a 2200 °C, con microonde o un filamento riscaldato.
Gli atomi di carbonio si depositano su una lamina (tipicamente di silicio) nella camera di deposizione e formano lentamente un sottile strato di minuscoli diamanti.
Le nazioni più attive nella sintesi di diamanti con il CVD sono USA, Russia e Giappone. Le applicazioni vanno dagli utensili di precisione, agli abrasivi, al rivestimento di altoparlanti.
Oltre che per la deposizione di film sottili, la tecnica CVD sta ricoprendo sempre più importanza anche per la sintesi di nanosistemi supportati, con svariate applicazioni dalla sensoristica alla catalisi.

## Tipologie di CVD
- Thermal-CVD: Un processo in cui il calore attiva i precursori all’aria aperta per depositare film sottili a pressione atmosferica.[1]

- Photo Assisted-CVD: Utilizza la luce UV per innescare reazioni chimiche per la deposizione di film, spesso a pressione atmosferica o vicino ad essa.[2]
- Plasma Enhanced-CVD (PECVD): Un metodo di CVD che utilizza il plasma per ionizzare i gas, permettendo la deposizione di film sottili a bassa temperatura.[1]

- Atmospheric Pressure-CVD (APCVD): Processo CVD eseguito a pressione atmosferica.
- Low Pressure-CVD (LPCVD): Processo CVD condotto in condizioni di bassa pressione.
- Metalorganic CVD (MOCVD): Una tecnica che utilizza precursori metalorganici che si decompongono chimicamente per formare film cristallini sottili.[1]

Thermal-CVD
Plasma Enhanced-CVD

## Microelettronica
La CVD è una tecnica molto utilizzata anche nella fabbricazione di dispositivi microelettronici, per la deposizione di film sottili su un substrato semiconduttore (solitamente silicio), grazie alla quale è possibile depositare una grande varietà di materiali diversi. Consiste nell'inserimento all'interno di una camera ad alta temperatura di precursori del materiale che si vuole deporre, i quali diffonderanno al suo interno e andranno a reagire sulla superficie della fetta di Silicio, rilasciando prodotti volatili e un prodotto non volatile che rimarrà sulla superficie.
Alcuni dei motivi per i quali è ampiamente utilizzata sono:
- un ottimo step-coverage; ovvero il riempimento di eventuali gradini presenti sulla fetta di silicio, senza lasciare spazi vuoti che potrebbero comportare problemi seri.
- la conformità della deposizione; in quanto il film è accresciuto in modo isotropo in tutte le direzioni e non dal basso verso l'alto come può avvenire per altre tecniche.
- la qualità del film deposto; anche questa è elevata e un parametro per verificarlo è dato dalla densità del film stesso.

A questi pregi può opporsi il difetto che il film può avere dello stress residuo dovuto al fatto che il materiale deposto è composto da molecole con passo reticolare maggiore (o minore) di quello del substrato di silicio e per questo potrebbe essere stressato in compressione (o in tensione); il rilascio di questo stress potrebbe andare a creare delle dislocazioni o difetti al reticolo del substrato, che solitamente è monocristallino.
Un esempio può essere fatto con la deposizione di nitruro di silicio, che avviene intorno agli 800-900 °C in condizioni di bassa pressione (LPCVD) inserendo nella camera silano ed ammoniaca:
{\displaystyle {\ce {3SiH4 + 4NH3 -> Si3N4 + 12H2}}}
Ci possono essere delle varianti con pressioni o temperature diverse, tra cui le più importanti sono:
- APCVD, atmospheric pressure chemical vapor deposition, è la tecnica di base dalla quale derivano le altre, che opera intorno ai 500 °C (può variare a seconda di cosa si deposita) e lavora a pressione atmosferica;
- LPCVD, low pressure chemical vapor deposition: si lavora a bassa pressione (circa 1 Torr o meno), aumentando la qualità del film e il troughput al costo di avere temperature maggiori e pressioni inferiori;
- PECVD, plasma enhanced chemical vapor deposition: opera mediante un plasma di reagenti generati da un campo elettromagnetico ad alta frequenza ed ha il vantaggio di poter essere usato a temperature inferiori, per esempio durante il back-end, ma compromette la qualità finale del film.